# Pojske
Pojske es un pueblo ubicado en el territorio de Zenica, en el cantón de Zenica-Doboj, Bosnia y Herzegovina.

## Superficie
Posee una superficie de 19,62 kilómetros cuadrados.

## Demografía
Hasta 2013 la población era de 1842 habitantes, con una densidad de población de 93,9 habitantes por kilómetro cuadrado.